# Бантзенайм
Бантзенха́йм (фр. Bantzenheim) — коммуна на северо-востоке Франции в регионе Гранд-Эст (бывший Эльзас — Шампань — Арденны — Лотарингия), департамент Верхний Рейн, округ Мюлуз, кантон Риксайм. До марта 2015 года коммуна административно входила в состав упразднённого кантона Ильзак (округ Мюлуз).
Площадь коммуны — 21,22 км², население — 1632 человека (2006) с тенденцией к стабилизации: 1641 человек (2012), плотность населения — 77,3 чел/км².

## Население
Численность населения коммуны в 2011 году составляла 1640 человек, а в 2012 году — 1641 человек.
| 1962 | 1968 | 1975 | 1982 | 1990 | 1999 | 2006 | 2008 | 2011 | 2012 |
| ---- | ---- | ---- | ---- | ---- | ---- | ---- | ---- | ---- | ---- |
| 1153 | 1134 | 1480 | 1575 | 1538 | 1572 | 1632 | 1652 | 1640 | 1641 |

Динамика населения:

## Экономика
В 2010 году из 1044 человек трудоспособного возраста (от 15 до 64 лет) 743 были экономически активными, 301 — неактивными (показатель активности 71,2 %, в 1999 году — 68,5 %). Из 743 активных трудоспособных жителей работали 687 человек (369 мужчин и 318 женщин), 56 числились безработными (23 мужчины и 33 женщины). Среди 301 трудоспособных неактивных граждан 67 были учениками либо студентами, 117 — пенсионерами, а ещё 117 — были неактивны в силу других причин.
На протяжении 2011 года в коммуне числилось 630 облагаемых налогом домохозяйств, в которых проживало 1597,5 человек. При этом медиана доходов составила 23870 евро на одного налогоплательщика.